# Melodije morja in sonca 2023
42. festival Melodije morja in sonca je potekal 8. julija 2023 v Amfiteatru Avditorija Portorož. Vodili sta ga Lorella Flego in Bernarda Žarn s sovoditeljema Iztokom Gustinčičem in Tomažem Klepačem.

## Javni razpis za udeležbo
Razpis je bil objavljen 1. marca 2023, zbiranje prijav pa je trajalo od 2. marca do 4. aprila. Razpis je med drugim določal:
- da avtorji lahko prijavijo največ dve avtorski deli,
- da so skladbe lahko dolge največ tri minute in pol ter da mora biti besedilo v slovenskem ali italijanskem jeziku,
- da skladbe predhodno ne smejo biti javno predvajane,
- da je na odru lahko največ pet nastopajočih,
- da morajo izvajalci do 7. julija dopolniti najmanj 17 let.

Na razpis je prispelo 73 skladb (ta številka ne vključuje skladb povabljenih avtorjev oz. izvajalcev). Za festival je bilo izbranih 14 tekmovalnih skladb: deset ali več jih je izmed na razpis prispelih prijav (na podlagi ocenjevanja z ocenami 1–5) izbrala izborna strokovna komisija v sestavi Alenka Godec, Tadej Tadič, Aleksander Radič, Emanuela Montanič Sekulović, Alesh Maatko (predsednik), Aleksandra Čermelj in Andrea Flego, štiri ali manj pa so prispevali povabljeni avtorji oz. izvajalci, ki jih je k sodelovanju povabil organizacijski odbor festivala, potrdila pa komisija (točno razmerje ni znano). Komisija je izbrala tudi dve rezervni skladbi: Radar – »Narava« (prva rezerva) in Kiki – »Ubožec« (druga rezerva). Nosilka projekta Festival MMS je bila Klavdija Žnidarič. Vsebinsko je festival oblikoval Organizacijski odbor. 

## Tekmovalne skladbe
| #   | Izvajalec                    | Naslov             | Avtorji glasbe, besedila in aranžmaja                                    |
| --- | ---------------------------- | ------------------ | ------------------------------------------------------------------------ |
| 1.  | Simon Vadnjal                | »Prizma«           | Kevin Koradin (ga), Drago Mislej - Mef (b)                               |
| 2.  | Saša Lešnjek                 | »Tipi z jeepi«     | Barbara Pešut (gb), Robert Pešut (a), Aleksander Pešut (a)               |
| 3.  | BosaZnova                    | »Običajen par«     | Matjaž Romih (gba)                                                       |
| 4.  | Marijan Novina               | »Zgodba ribiča«    | Marijan Novina (gba)                                                     |
| 5.  | RiNa                         | »Ko dan zaspi«     | Kevin Koradin (ga), Clifford Goilo (ga), Urška Kosec (b)                 |
| 6.  | Žigan Krajnčan & Teo Collori | »Jadra«            | Lojze Krajnčan (ga), Rudi Zaman (b), Teo Collori (a), Žigan Krajnčan (a) |
| 7.  | Stela Sofia                  | »Sebe daj«         | Žan Serčič (gba)                                                         |
| 8.  | Bomb Shell                   | »Potujem«          | Petra Zore (gb), Bomb Shell (g), Brane Štubljar ml. (a)                  |
| 9.  | Alya Elouissi                | »Valovim«          | Alya Elouissi (gb), Neisha (a)                                           |
| 10. | BOOOM!                       | »Portoroško sonce« | Luka Cvetičanin (gb), Matevž Derenda (gb), Patrik Mrak (gba)             |
| 11. | Annia                        | »Na pol poti«      | Alex Volasko (ga), Klemen Ruperčič (b), Roman Sarjaš (a)                 |
| 12. | Boštjan Velkavrh             | »Za druge in zase« | Drago Mislej - Mef (gb), Črtomir Potočnik (a)                            |
| 13. | Ani Frece & Hotel za srečo   | »Razvajenka«       | Marko Mozetič - Mozo (ga), Enzo Pandora (b)                              |
| 14. | Gregor Ravnik                | »Torek«            | Marko Hrvatin (ga), Mitja Bobič (ga), Gregor Ravnik (b)                  |

Izvajalce je v živo spremljal MMS bend pod vodstvom Tomija Puriča. Spremljevalni vokalisti so bili Sara Lamprečnik, Lucija Marčič in Žiga Rustja.

## Nagrade

### Velika nagrada MMS
Veliko nagrado MMS je prejel Gregor Ravnik.
| Skladba (izvajalec)                     | A  | B  | C  | D  | Σ  | Mesto |
| --------------------------------------- | -- | -- | -- | -- | -- | ----- |
| Prizma (Simon Vadnjal)                  |    | 7  | 6  | 4  | 17 | 6.    |
| Tipi z jeepi (Saša Lešnjek)             | 5  | 3  |    | 5  | 13 | 8.    |
| Običajen par (BosaZnova)                | 2  | 6  | 5  |    | 13 | 9.    |
| Zgodba ribiča (Marijan Novina)          | 10 | 1  | 8  | 3  | 22 | 4.    |
| Ko dan zaspi (RiNa)                     |    |    | 4  |    | 4  | 13.   |
| Jadra (Žigan Krajnčan & Teo Collori)    |    | 5  | 1  |    | 6  | 12.   |
| Sebe daj (Stela Sofia)                  | 7  |    |    | 10 | 17 | 5.    |
| Potujem (Bomb Shell)                    | 6  | 10 | 3  | 7  | 26 | 3.    |
| Valovim (Alya Elouissi)                 |    |    |    | 1  | 1  | 14.   |
| Portoroško sonce (BOOOM!)               | 12 | 8  | 12 | 8  | 40 | 2.    |
| Na pol poti (Annia)                     | 4  | 2  | 7  | 2  | 15 | 7.    |
| Za druge in zase (Boštjan Velkavrh)     | 3  | 4  |    |    | 7  | 11.   |
| Razvajenka (Ani Frece & Hotel za srečo) | 1  |    | 2  | 6  | 9  | 10.   |
| Torek (Gregor Ravnik)                   | 8  | 12 | 10 | 12 | 42 | 1.    |

Legenda: A = Avditorij, B = žirija, C = radio, D = telefon
- O zmagovalcu festivala in prejemniku velike nagrade MMS so odločali glasovi strokovne žirije (v sestavi Helena Blagne, Mojca Menart in Christian Poletti), žirije izbranih radijskih postaj (Radio Maribor, Radio Koper, Val 202, Rai – Radio Trst A, Radio Rogla, Radio Ognjišče, Radio Capris, Radio Univox, Murski val, Radio Sraka, Radio 94 in Primorski val), javnosti (telefonsko glasovanje) in občinstva v Avditoriju (s QR-kodami na vstopnicah).
- V primeru izenačenja se je višje uvrstila skladba, ki je prejela več točk od občinstva v Avditoriju.

### Nagrade strokovne žirije
Nagrade strokovne žirije, ki so jo sestavljali Helena Blagne, Mojca Menart in Christian Poletti, so prejeli:
- nagrado Danila Kocjančiča za najobetavnejšega izvajalca (oz. avtorja): BOOOM! (za izvedbo skladbe »Portoroško sonce«)
- nagrado za najboljšo glasbo: Petra Zore in Bomb Shell za skladbo »Potujem«
- nagrado za najboljše besedilo: Matjaž Romih za skladbo »Običajen par«

## Revijski program
Revijski program je bil posvečen Danilu Kocjančiču in Enzu Hrovatinu. V njem so nastopili Lea Sirk, Eva Boto, Slavko Ivančić in Tulio Furlanič ter izvedli naslednje skladbe: Črta, Dober dan, Amerika, Kar je res, je res, Solinar, Mi ljudje smo kot morje, Anita ni nikoli in Portorož 1905.